# Iitate
Iitate (jap. 飯舘村 Iitate-mura) – wieś w Japonii, na wyspie Honsiu, w prefekturze Fukushima. Według danych na rok 2020 miejscowość zamieszkiwało 1 318 mieszkańców , a gęstość zaludnienia wyniosła 5,7 os./km².